# Oda Nobuna no Yabō
Oda Nobuna no Yabō (織田信奈の野望 Lit. La ambición de Oda Nobuna?) es una serie de novelas ligeras escrita por Mikage Kasuga e ilustrado por Miyama-Zero. Ha sido adaptado a serie de televisión que se estrenó el 9 de julio de 2012.

## Historia
De repente encontrándose a sí mismo en la era Sengoku, el estudiante preparatoriano Yoshiharu Sagara, a punto de ser asesinado en el campo de batalla, es salvado por un hombre que más tarde sería el respetado Hideyoshi Toyotomi, pero a costa de su vida. Con el curso de la historia alterada como un resultado de estos eventos, Yoshiharu trata de hacer las cosas correctas de nuevo. Sin embargo, Yoshiharu se sorprende en descubrir que a gente que conoce, los lugares que se encuentra y los eventos históricos en el que es arrastrado, son de alguna forma, diferentes de lo que recuerda de su juego favorito de la era Sengoku - Nobunaga's Ambition. Yoshiharu pronto descubre que, en esta versión de la era Sengoku, Nobunaga Oda no existe - en su lugar es reemplazado por una jovencita llamada Nobuna Oda quien mantiene su posición como daimyo. Yoshiharu comienza a trabajar bajo las órdenes de Nobuna, quien lo apoda mono (サル saru?), con esperanzas de corregir el curso de la historia y encontrar alguna manera de regresar a casa en el mundo actual.

## Medios de comunicación

### Novela ligera
La serie está escrita por Mikage Kasuga e ilustrada por Miyama-Zero. El volumen 1–10 y una novela derivada se publicaron entre el 15 de agosto de 2009 y el 16 de marzo de 2013 por SoftBank Creative bajo su sello GA Bunko. El 19 de abril de 2014, el volumen 11 fue publicado por Fujimi Shobo bajo su sello Fujimi Fantasia Bunko y todos los lanzamientos adicionales se publicaron de esta manera.

### Manga
El manga de Oda Nobuna no Yabō está escrita por Mikage Kasuga e ilustrada por Futago Minazuki. Esta serie se serializa en la revista de manga Comp Ace de Kadokawa Shoten Seinen, y los capítulos en serie se han recopilado en 5 volúmenes hasta el momento. El primer volumen fue lanzado el 8 de julio de 2011.

### Anime
Una adaptación de anime con un total de 12 episodios basados en el volumen 1 a 4 de las novelas que se emitieron del 9 de julio de 2012 al 24 de septiembre de 2012 en TV Tokyo. El anime es producido por Studio Gokumi y Madhouse y dirigido por Yūji Kumazawa, con guion y producción por Masami Suzuki y música por Yasuharu Takanashi. El tema de apertura es "Link" de Aimi y el tema de cierre es "Hikari" (ヒ カ リ, "Light") de Makino Mizuta.